# Лімітроф
Лімітроф (від лат. limitrophus — прикордонний).
- Назва провінцій на кордонах Римської імперії у Стародавньому Римі.
- Назва держав, що утворилися після розпаду Російської імперії: Литва, Латвія, Естонія та Фінляндія[1].
- Проміжний простір між імперіями або цивілізаціями[2]

## Поняття
Як геополітичне поняття, вперше виникло в Стародавньому Римі.
Після закінчення Першої світової війни поняття «лімітрофних держав» переходить в розряд історичних до кінця Другої світової війни: перемога над Німеччиною повернула західні межі СРСР, в основному, до кордонів Російської імперії на початок Першої світової війни (за винятком Фінляндії і Польщі, а також Карської області).
Застосувавши вже відомий термін до тієї ж геополітичної сукупності, що малася на увазі під поняттям лімітрофних держави в період 1917—1945 років, знову використавши його В. Цимбурський не ввів нове поняття, а лише осучаснив його визначення, прив'язавши його до сформульованого їм поняття «міжцивілізаційного поясу» [4]. Цим раніше відомий термін був знову активізований в лексиконі сучасної російської політології — тепер уже стосовно до нових держав, які декларували свій суверенітет, в період розпаду СРСР.
Концепція про «цивілізаційні міжсвіти», або лімітрофи має важливе методологічне значення при цивілізаційному районуванні. Дана концепція пов'язана саме з проблемами меж цивілізацій і описує території, які потенційно мають елемент конфлікту (історичного, етнічного, культурного тощо) і допомагає вирішувати такі конфлікти. У країнознавчих дослідженнях досить поширений цивілізаційний підхід і поняття «лімітрофу» відіграє у ньому важливе значення, оскільки воно пов'язане з такими широко використовуваними поняттями саме в країнознавстві як «територія», «держава», «міждержавний простір», «цивілізаційні міжсвіти».

### Доктрина «Великого Лімітрофу» Цимбурського
Дослідження Великого Лімітрофу тісно переплетене з проблематикою досліджень в політичній географії та геополітиці. Цимбурський розглядає пояс лімітрофів, що сусідять з Росією, як «Лімітроф-гігант, який, розсікаючи Євро-Азію, виокремлює Росію і надає їй риси своєрідного острова всередині континенту».
Цимбурський стверджує, що «великий міжцивілізаційний пояс (Лімітроф), який тягнеться від Прибалтики через Східну Європу і, охоплюючи Кавказ, пострадянську Центральну Азію і так звану стару Тибет-Синьцзян-Монгольську Центральну Азію, закінчується в Кореї». Він констатує, що даний «пояс територій-проток відділяє Росію від силових центрів, що склалися на платформах інших цивілізацій».[5]

### Межі «Великого Лімітрофу»
Великий лімітроф простягнувся через континент від Польщі і Прибалтики до Паміру й Тянь-Шаню, охоплюючи Східну Європу з Балканами, Кавказ і «нову», тобто пострадянську, Центральну Азію. З культурно-географічної точки зору цей пояс, або Великий Лімітроф, утворений перехідними один в одного периферіями всіх цивілізацій Старого Світу: романо-германської (Західна Європа), арабо-іранської (Близький і Середній Схід), російської, китайської, індійської. Він знаходить своє природне продовження в тюрко-монгольських землях по стику платформ Китаю і Росії, своє відгалуження в Тибеті і завершення на Корейському півострові. Цимбурський вважає, що скоріше за все саме на Великому Лімітрофі відбуватимуться найважливіші військо-стратегічні і геоекономічні події початку ХХІ ст.

### Погляд Хатунцева на проблему Великого Лімітрофу
Ідею Великого Лімітрофу з 1994 р. незалежно розвиває й воронезький історик С. Хатунцев.
Він описує Великий Лімітроф як смугу, що тягнеться від Фінляндії через Прибалтику, Польщу і Західну Україну, далі через Молдову і Гірський Крим — до Закавказзя та Анатолії. За Каспієм до неї включають частину Туркменістану, Афганістан, Пакистан, Кашмір, Уйгурію, щоб, нарешті, через Монголію, Маньчжурію і Примор'я довести її до Курильської гряди, Алеутських островів і Аляски.
На відміну від Хатунцева, Цимбурський відносить до Великого Лімітрофу набагато більш велику частину Східної Європи і всю область пустель і напівпустель на півночі від Паміру, але не включає в нього Афганістан і Пакистан. Крім того, він не вбачає жодних лімітрофних просторів на Тихому океані.